# Javořice
Javořice (německy Jaborschützberg, Jaworschitz) je s výškou 837 m nejvyšším vrcholem Jihlavských vrchů a současně i okresu Jihlava, Kraje Vysočina a celé Českomoravské vrchoviny. Stejně jako její druhý nejvyšší vrchol (Devět skal) leží na historickém území Moravy. Nachází se vzdušnou čarou 9 kilometrů severozápadně od Telče a 5 kilometrů severovýchodně od Studené. Je rovněž nejvyšším bodem (804 m) okresu Jindřichův Hradec. Vrchol spadá do katastrálního území Mrákotín u Telče, jihozápadní úbočí do k. ú. Světlá pod Javořicí (obec Studená) a severozápadní úbočí do k. ú. Klatovec.
Hora je obestřena rozsáhlými jehličnatými lesy. Stojí zde 166 metrů vysoký stožár televizního vysílače z roku 1989.
Z mýtin na úbočí se po kalamitní těžbě (2019–2021) otevírá částečný výhled na jihovýchod (Telč, Zašovický hřbet, Waldviertel, Rax-Schneeberské Alpy), jih (jižní hřeben Jihlavských vrchů: Hradisko, Pivničky; Ötscher), jihozápad (Mühlviertel, Novohradské hory, Šumava) až severozápad (Křemešnická vrchovina, Vlašimská pahorkatina).
Trvá myšlenka stavby rozhledny, tato idea je pravidelně podporována některými politiky (2018: Josef Herbrych, 2022: Josef Pavlík). Mezi 20. a 80. lety zde její úlohu plnily měřická věž, letecký maják, a nakonec i starý vysílač. Nynější střežený areál Českých Radiokomunikací není veřejnosti přístupný.

## Přístup
Přístup k vrcholu je možný od Světlé (2 km), po žluté a následně zelené turistické značce od Studené (7 km), nebo po červené značce od Telče (12 km). Hustá síť cyklostezek vede rovněž až na vrchol. Automobilem je možno přijet k Velkému pařezitému rybníku (poblíž leží autokemp Řásná), odkud vede k vrcholu zelená značka (3 km).
Nejbližší železniční stanice je Jihlávka na trati Jihlava – Veselí nad Lužnicí, vzdálená 6 km. Vzhledem k nízké vytíženosti však byla Krajem Vysočina pro osobní dopravu zrušena; od prosince 2019 trať obsluhují rychlíky zastavující ve stanicích Počátky-Žirovnice, Horní Cerekev a Batelov, jež jsou od Javořice vzdáleny 10–13 km.

## Turistické cíle
Asi 500 m pod vrcholem je na severním svahu odpočinkové místo s pramenem známým jako Studánka Páně. Severovýchodně, na zelené turistické značce, po které lze dojít až ke hradu Roštejn, se nachází skalní útvar Míchova skála. U Velkého Pařezitého rybníka je arboretum a autokemp. Od Telče prochází javořickými lesy Naučná stezka Otokara Březiny. Zřícenina hradu Štamberk se nachází poblíž Řásné; památník příchodu Cyrila a Metoděje severovýchodně nad obcí Světlá. V rámci Geoparku Vysočina byla plánována stezka v korunách stromů v Roštejnské oboře, spojená s přírodovědně-výukovým centrem; v roce 2017 byl však tento plán zřejmě pozastaven či dále upravován.

## Javořice v literatuře a tisku
Javořice je zmiňována např. v povídce v knize Příšerné příběhy od Egona Bondyho, v básních Zdeňka Šeříka (sbírky Rybničná země, Nedokončená), v povídkách Vlasty Javořické (sbírky Pod horou Javořicí, Obrázky z Vysočiny) a v různém periodickém tisku.

## Fotogalerie

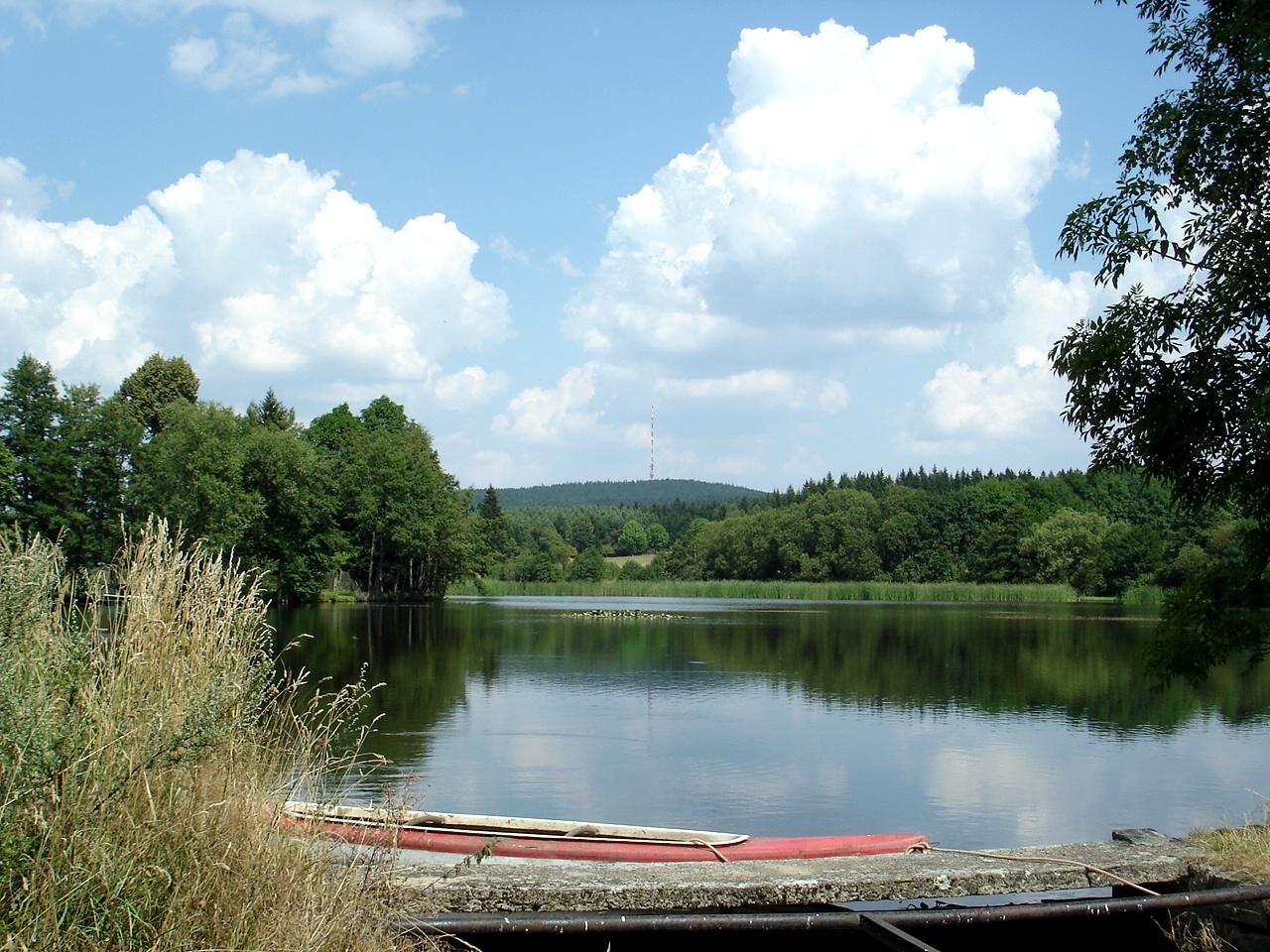
Pilný rybník (Horní Pole) a Javořice
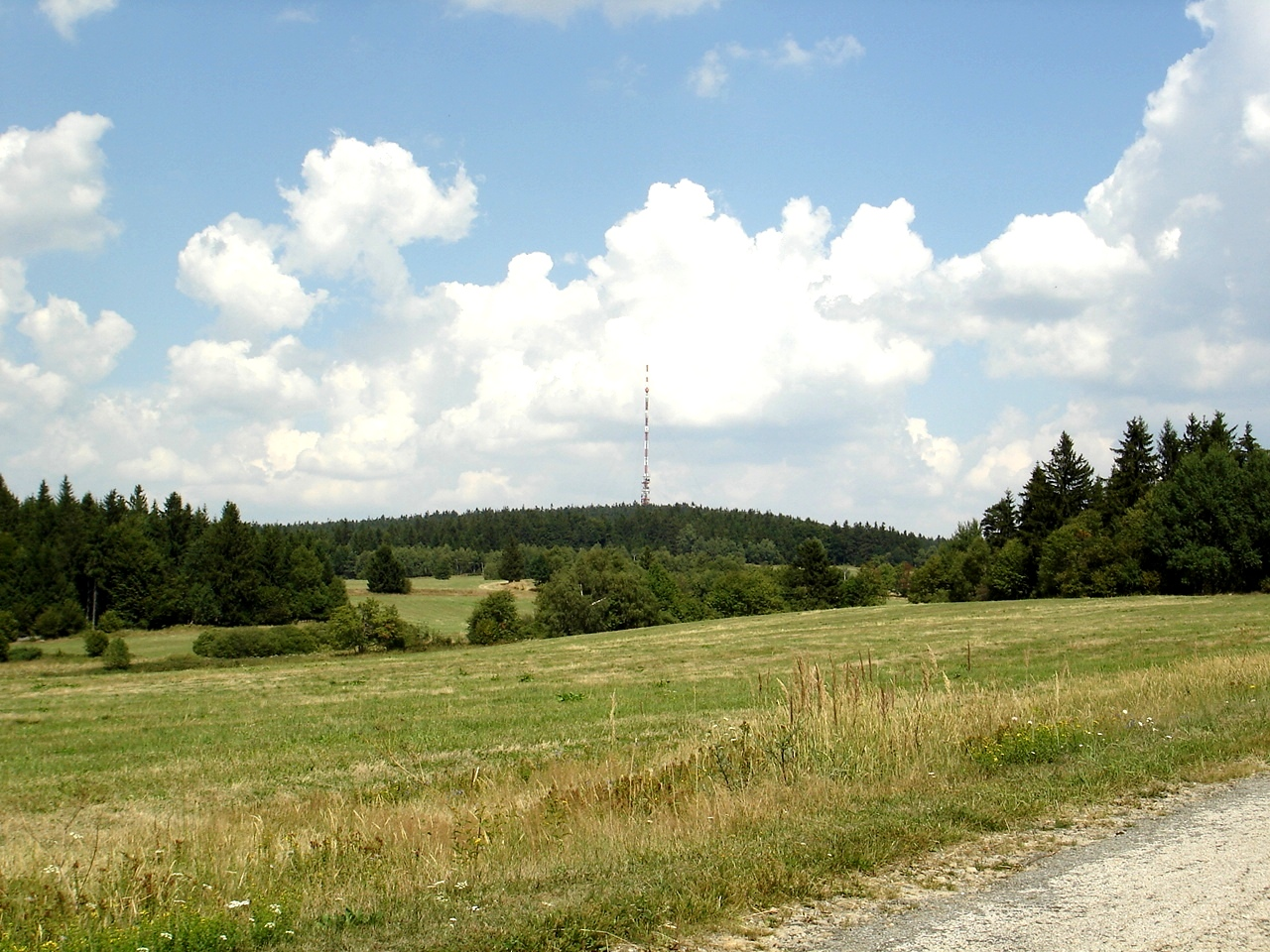
Pohled ze silnice u Světlé
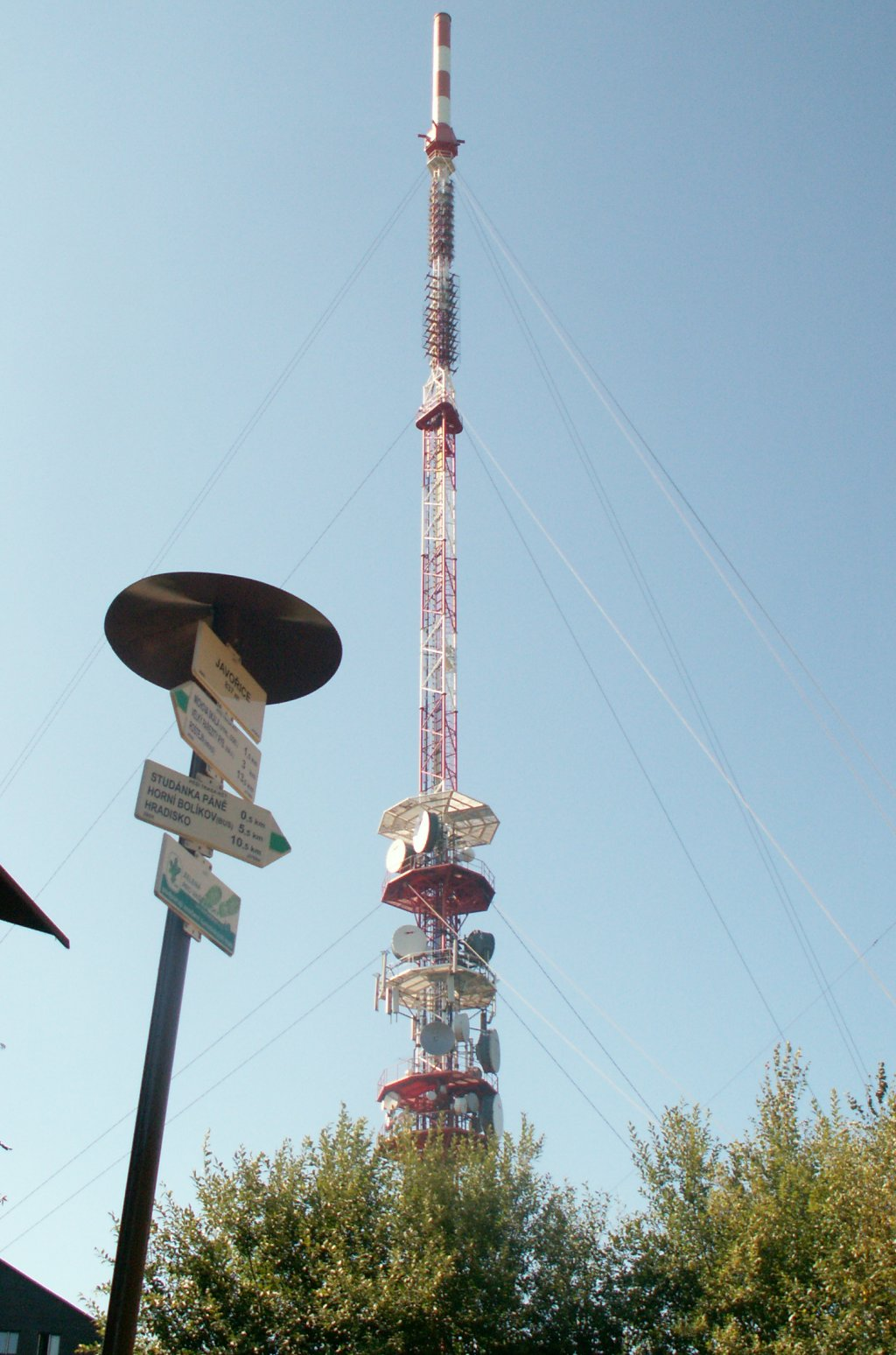
Vysílač na vrcholu
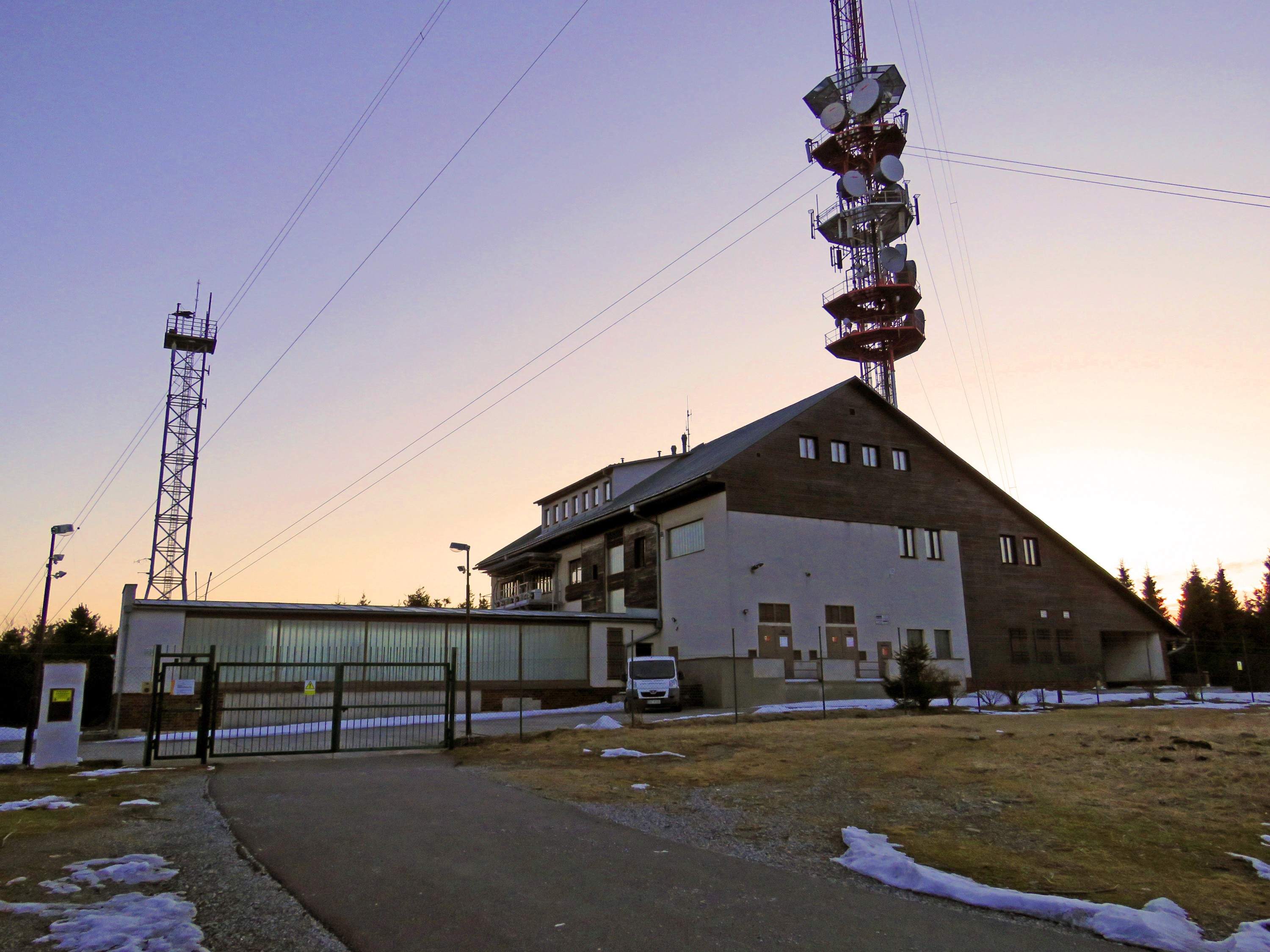
Technologická budova
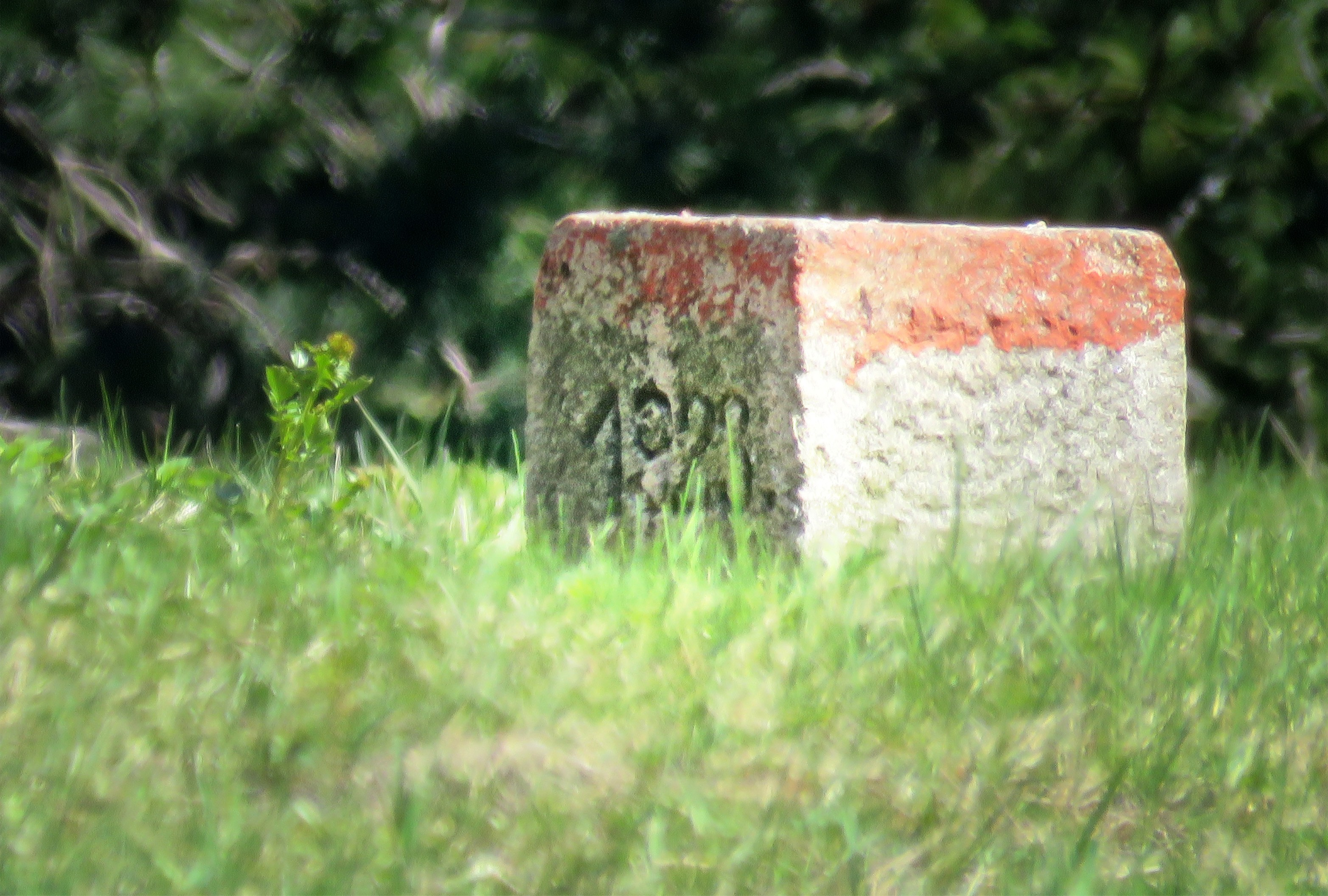
Trigonometrický bod (836,73[1] m n. m.)
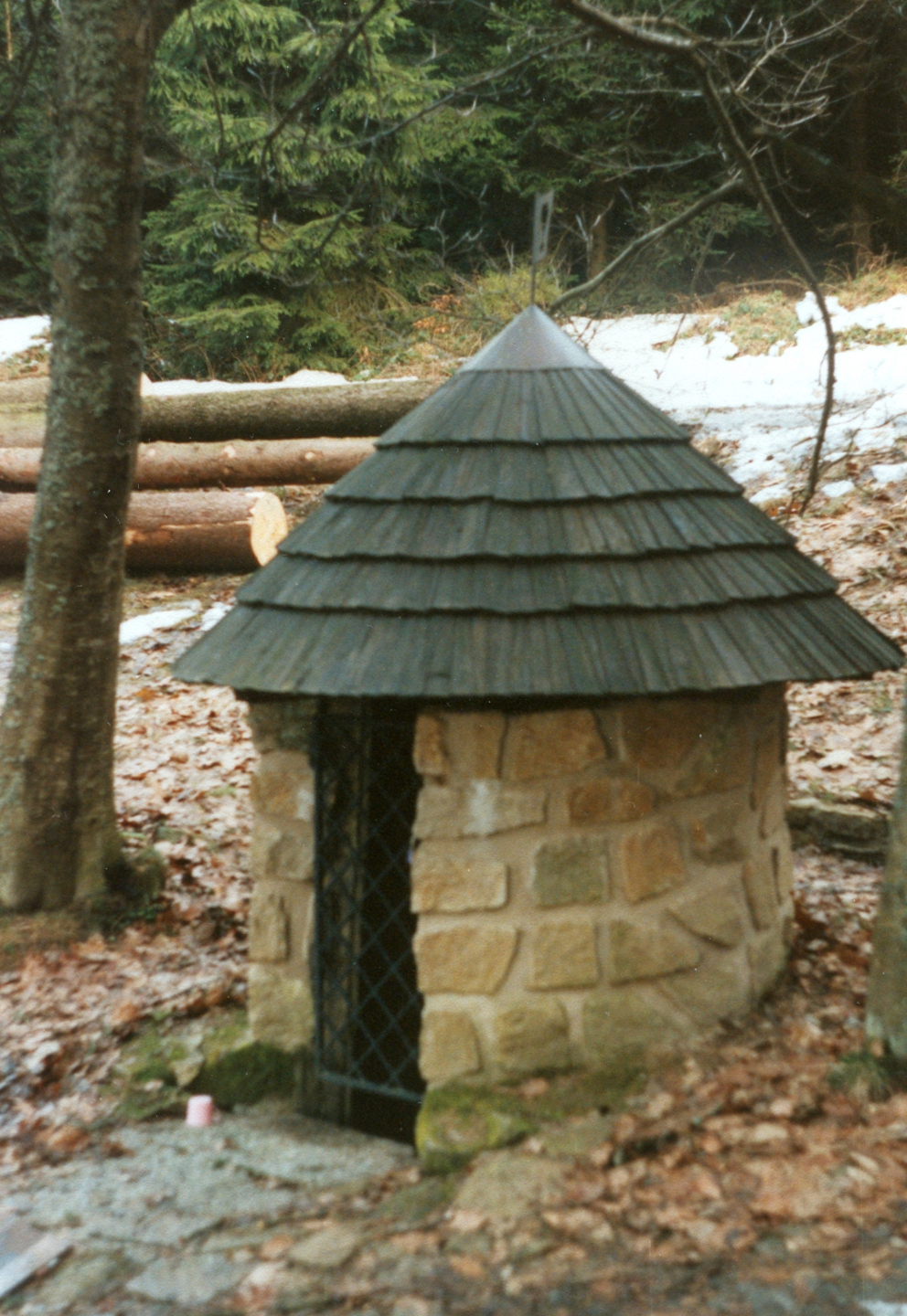
Studánka Páně
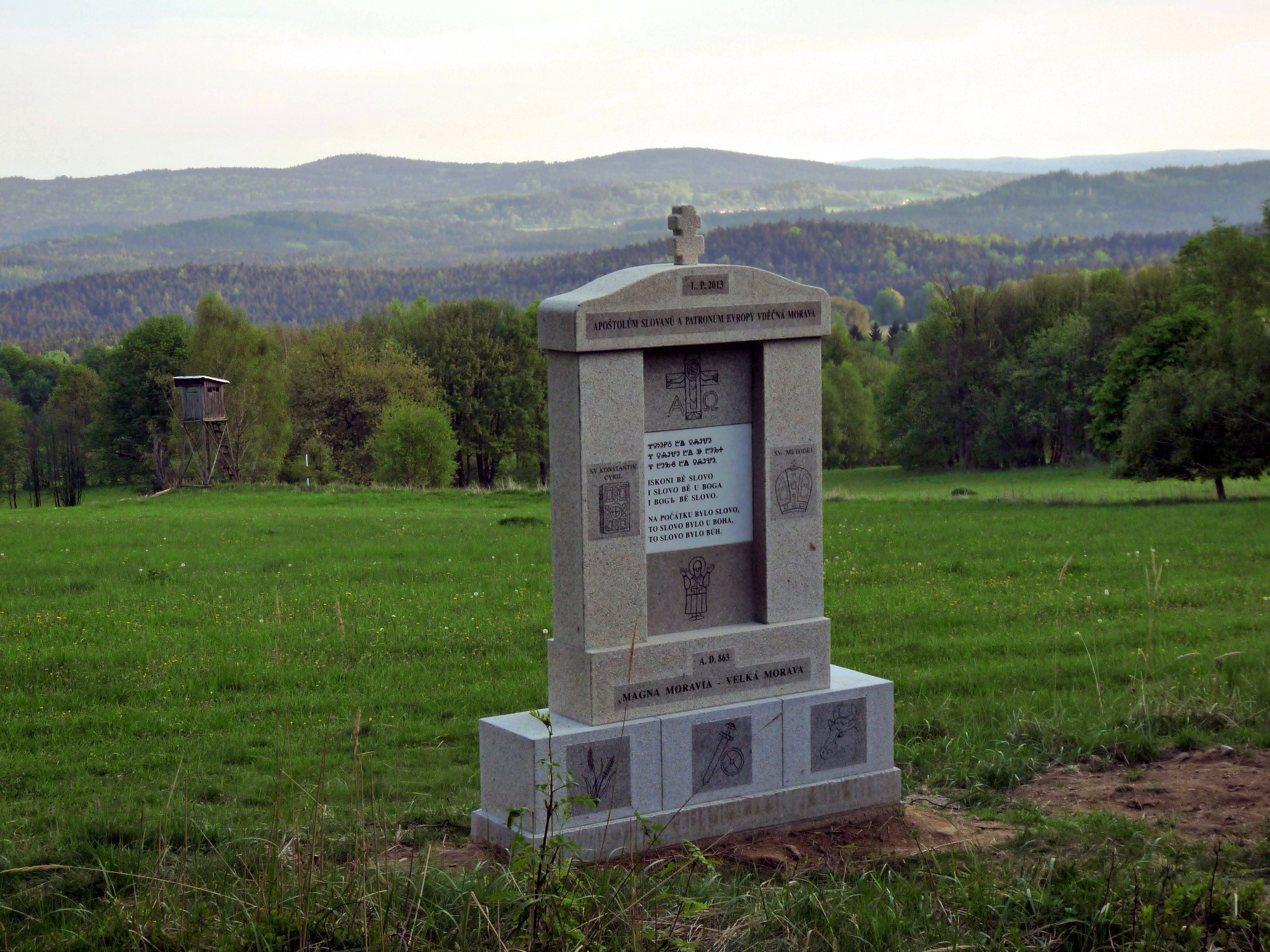
Památník Cyrila a Metoděje pod vrcholem
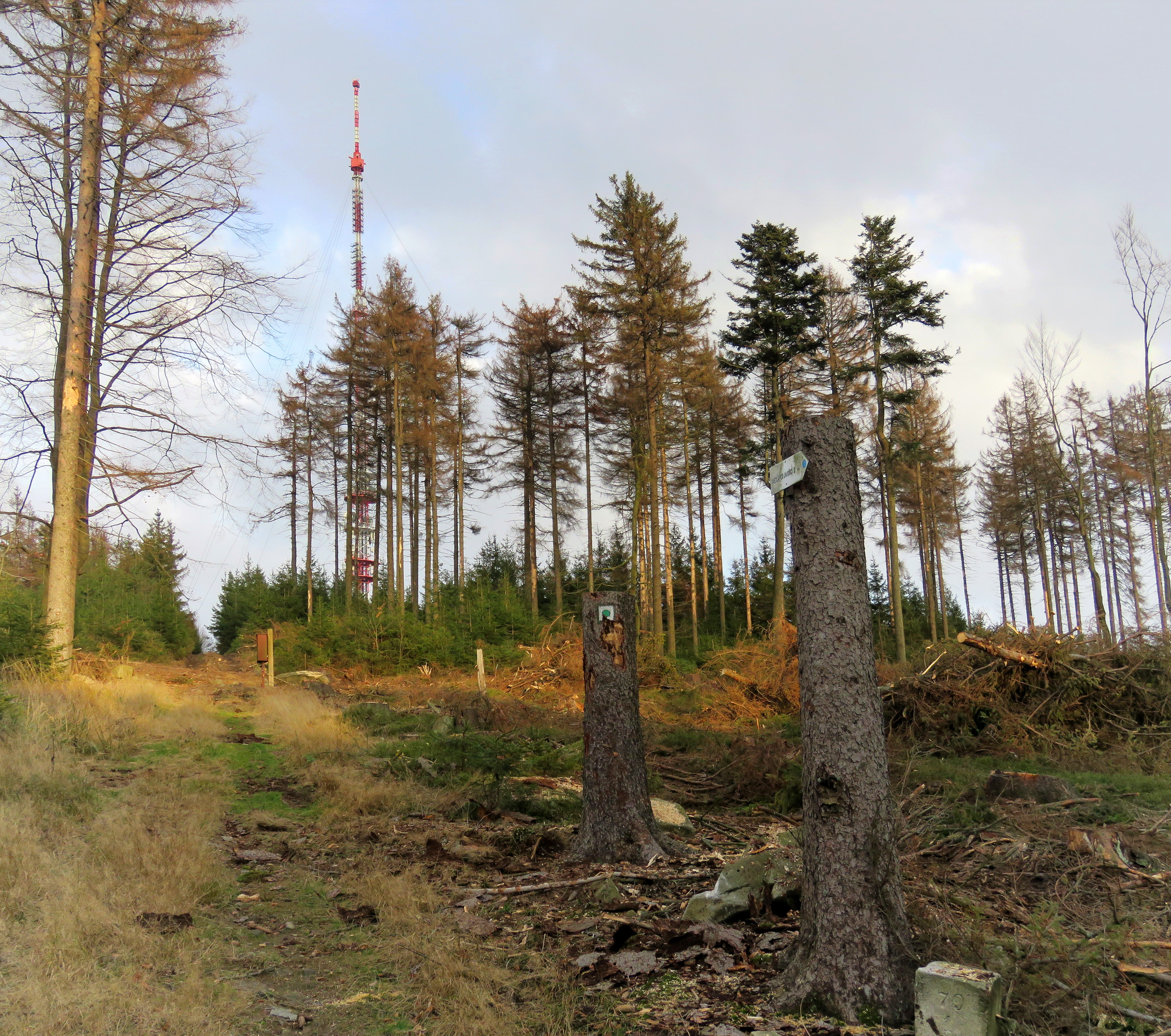
Kůrovcová těžba (podzim 2019)
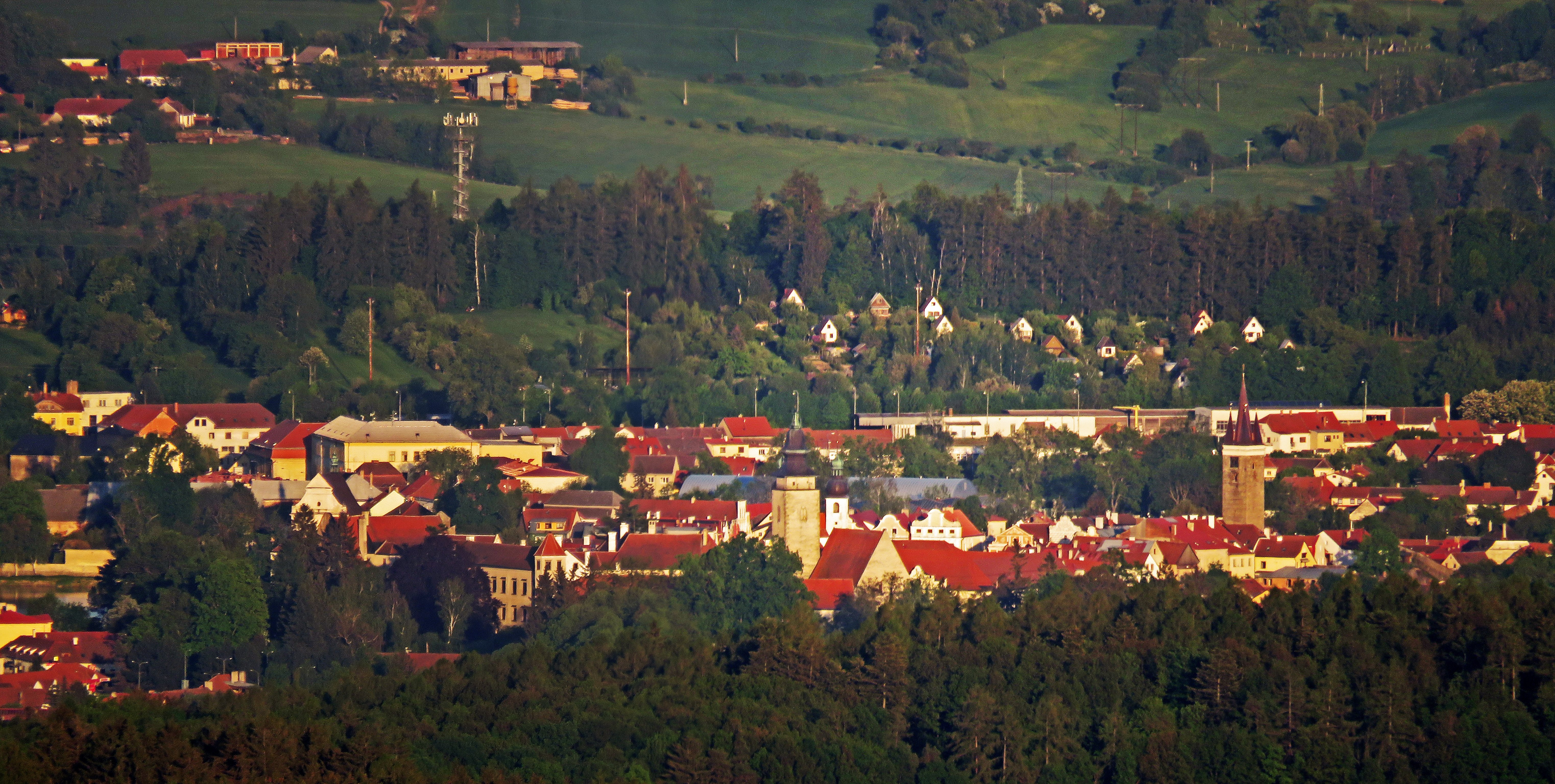
Pohled na Telč
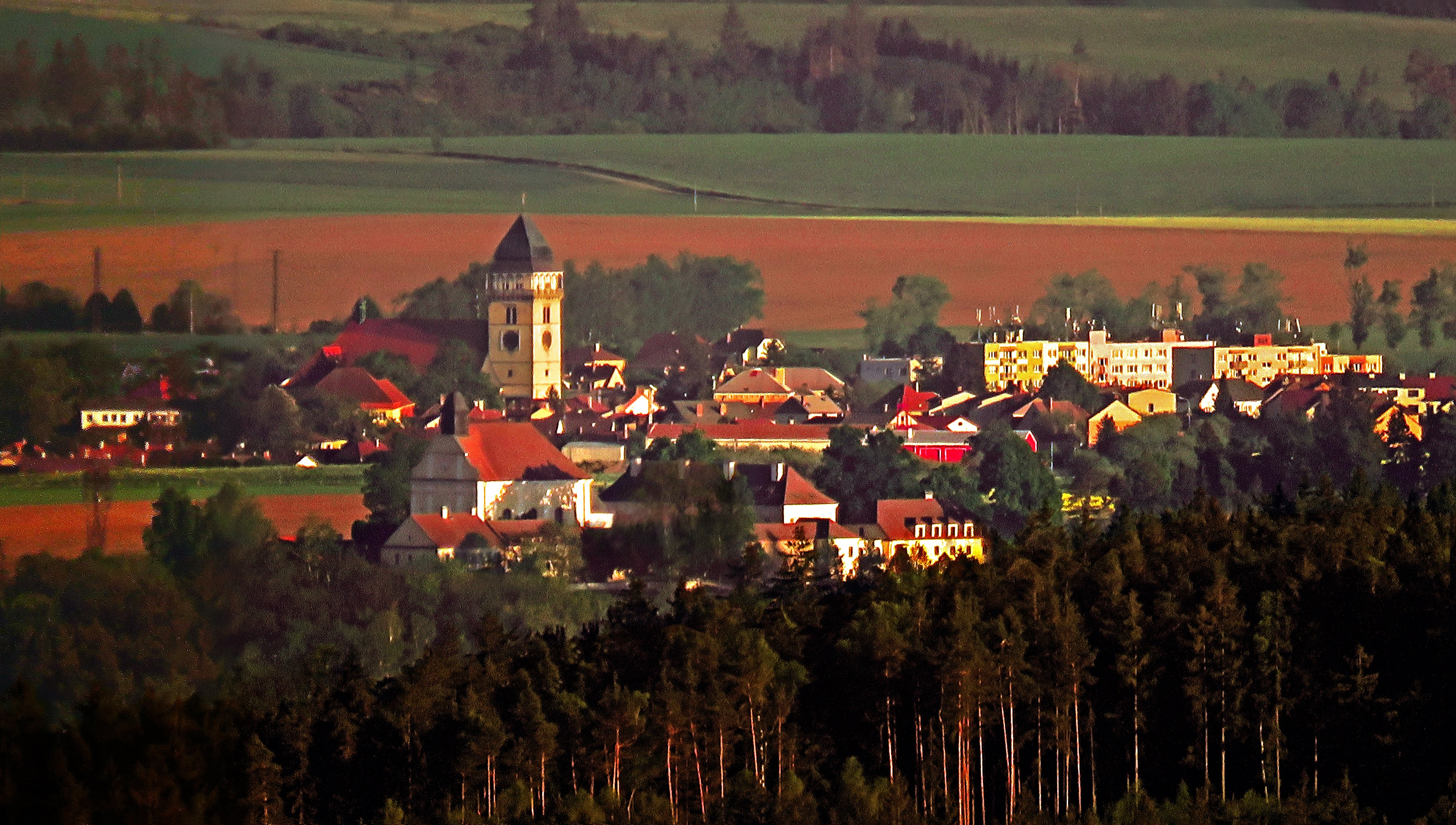
Kostelní Vydří, Dačice
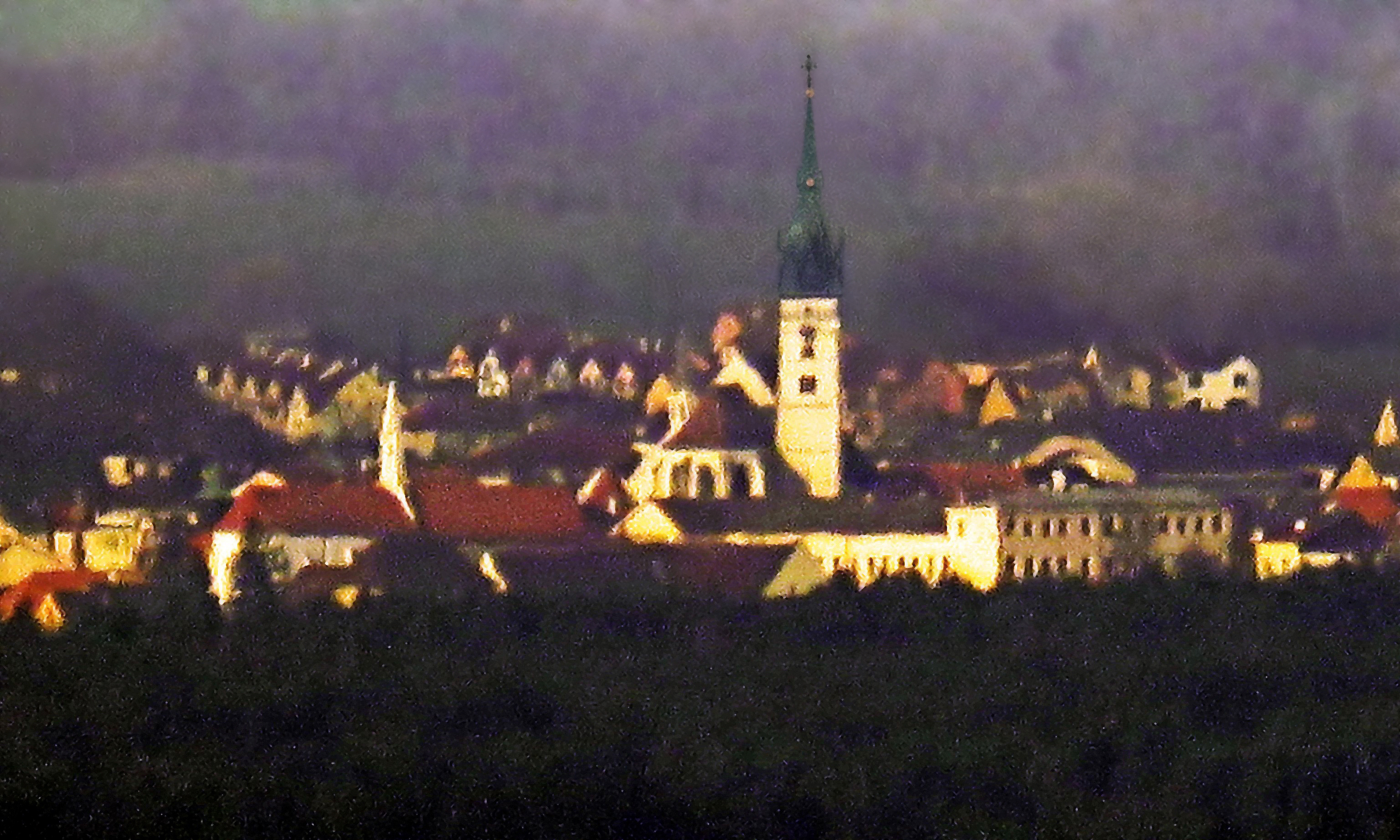
Jindřichův Hradec
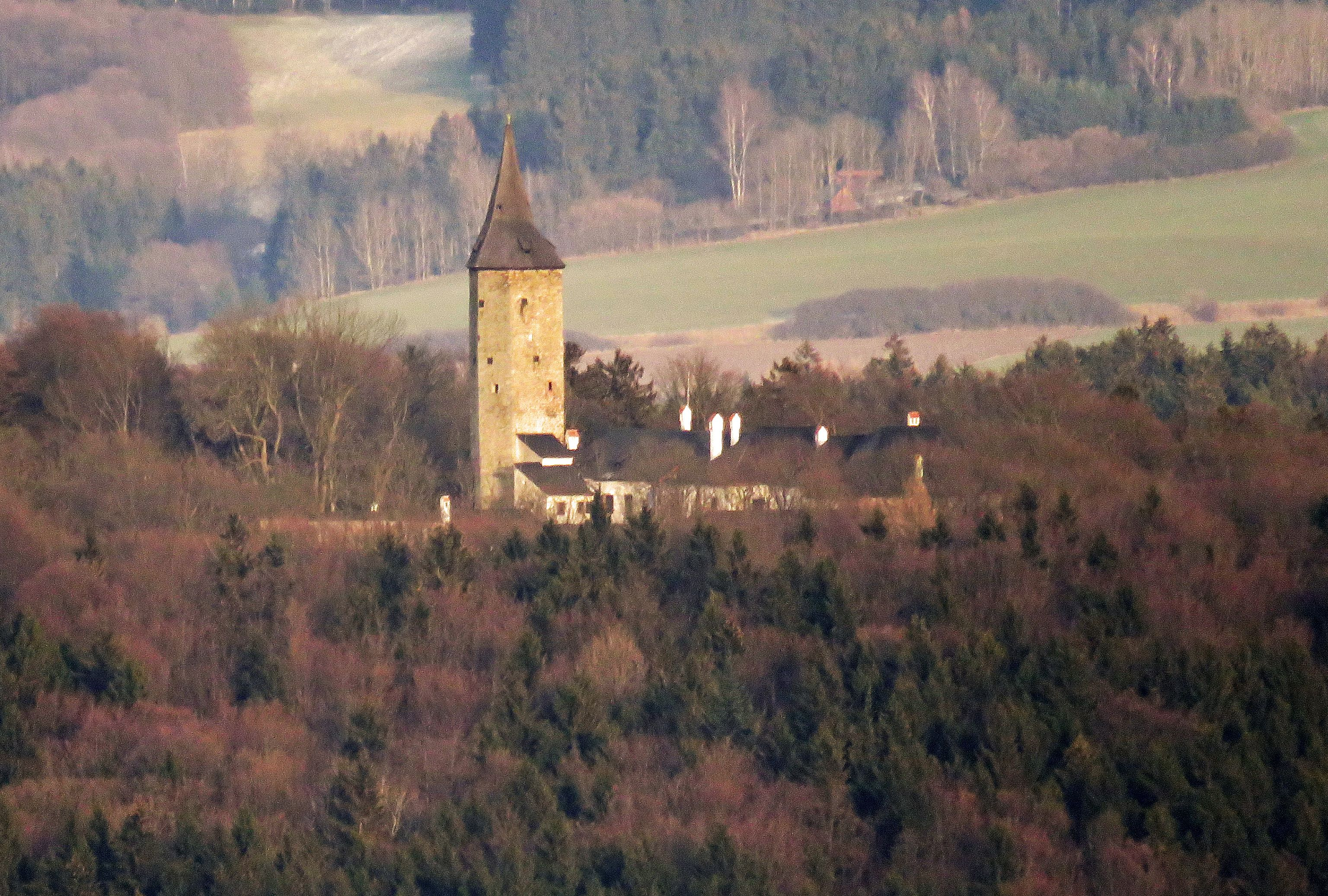
Roštejn
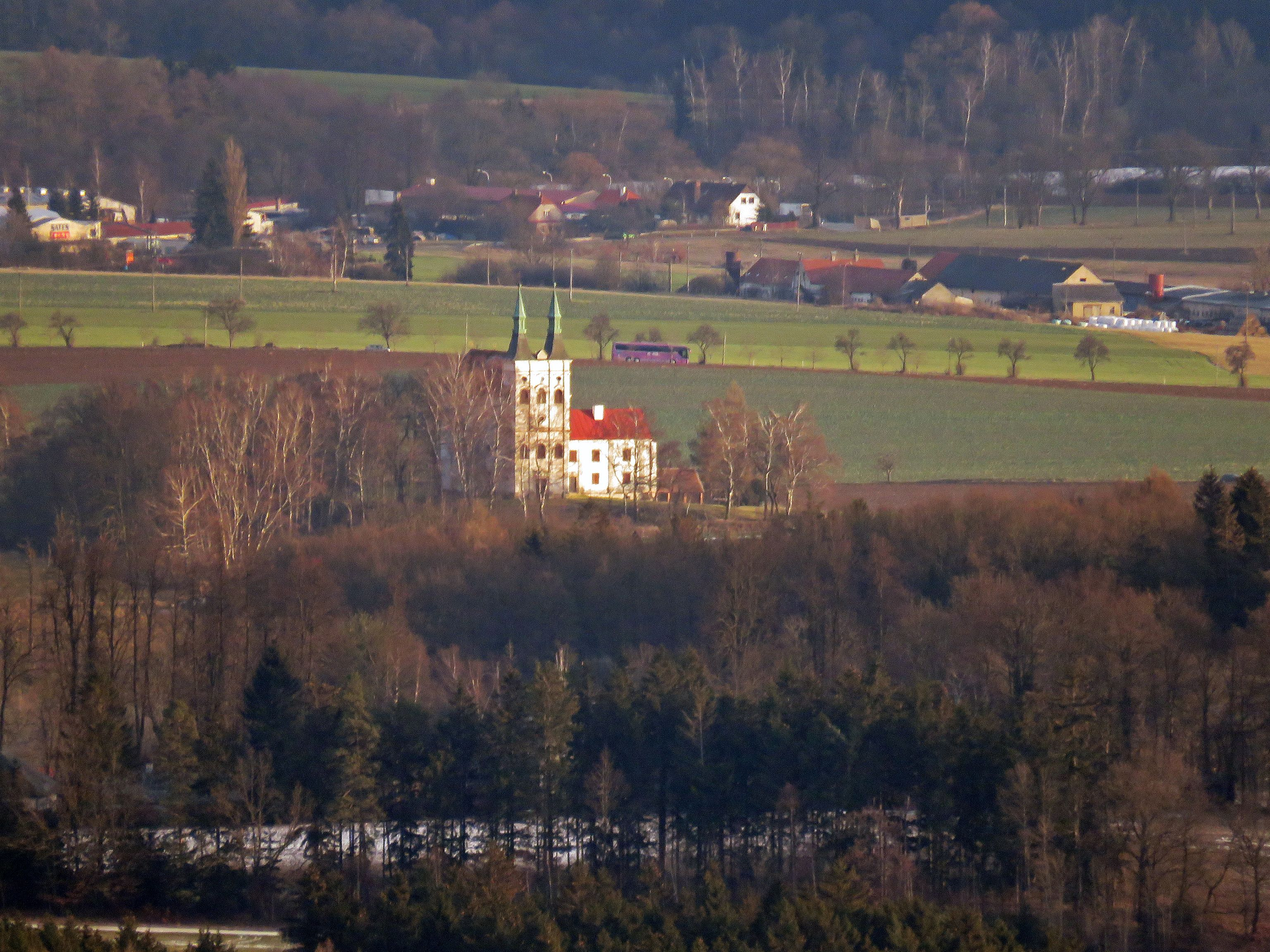
Poutní kostel u Krahulčí
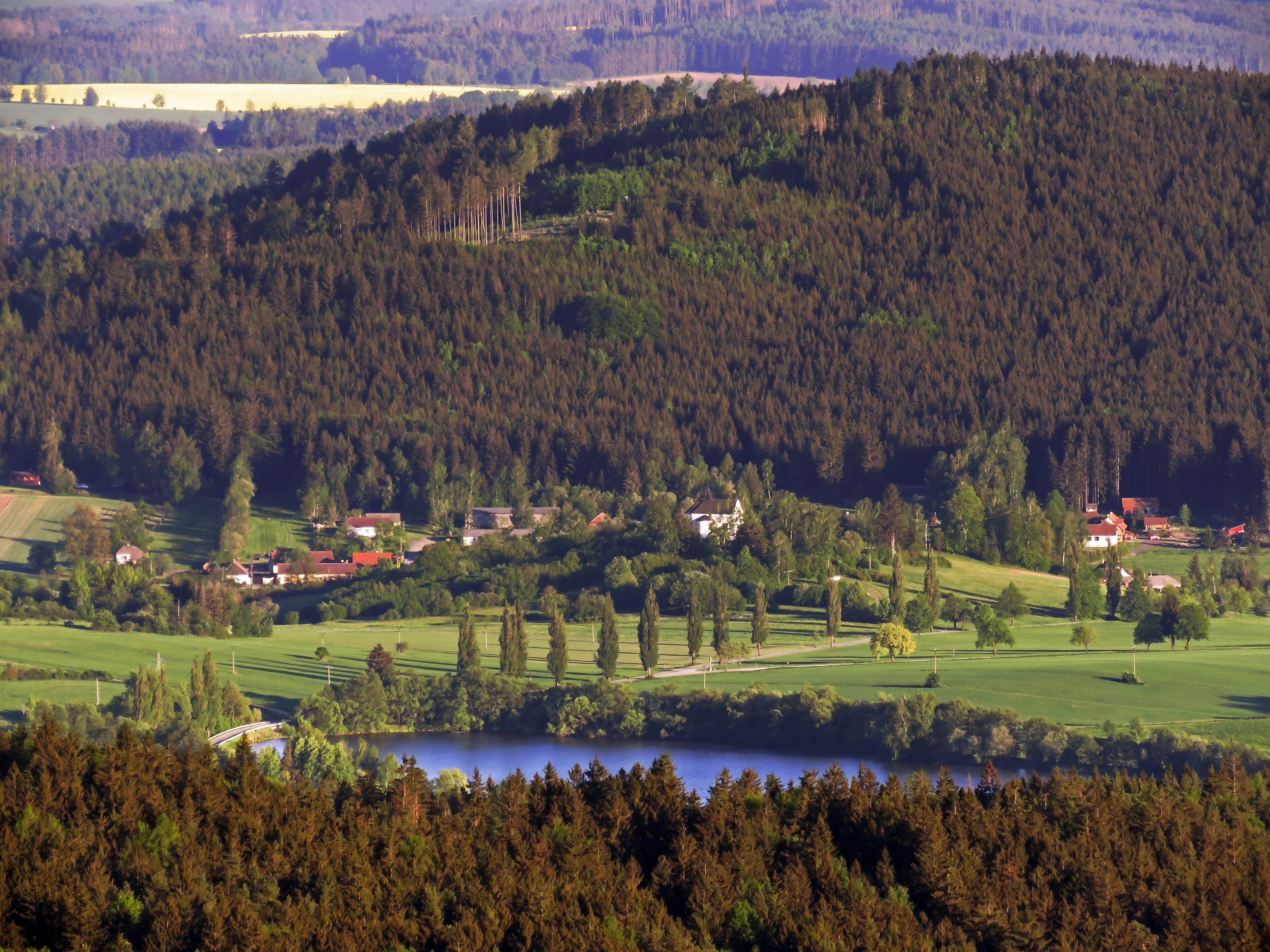
Rybník Řibřid a ves Dobrá Voda
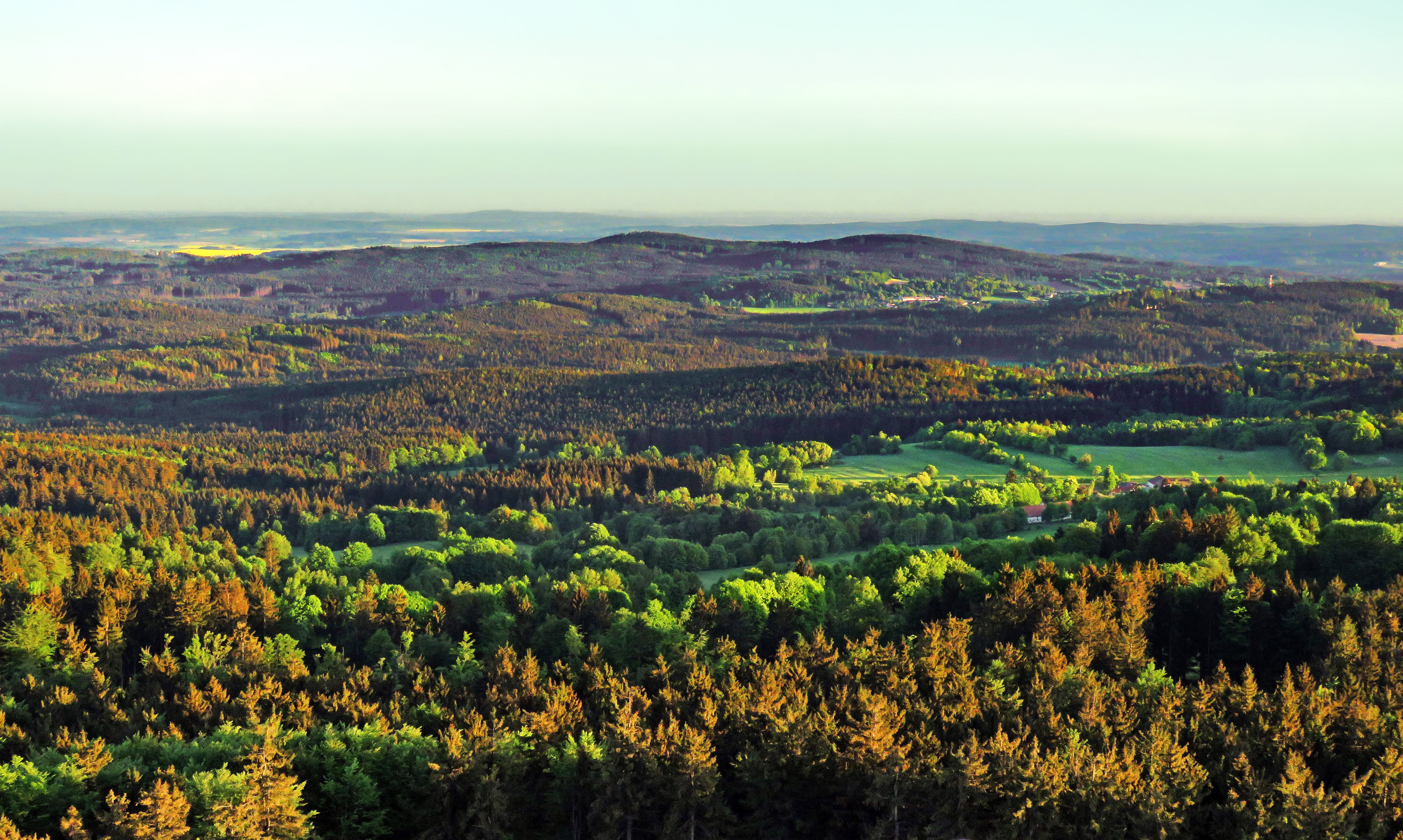
Dvojvrší Pivniček a Hradiska
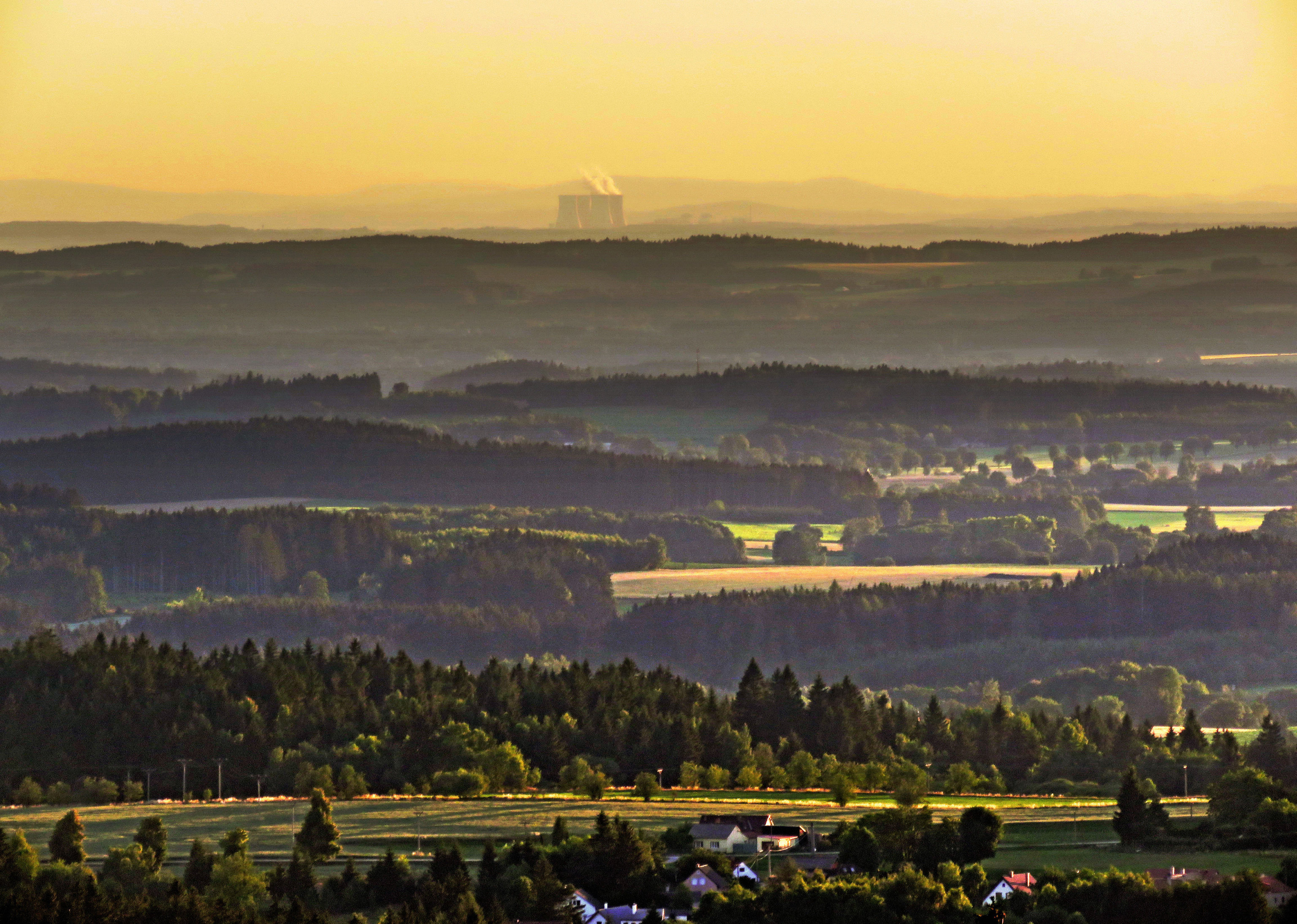
Elektrárna Temelín na západním obzoru
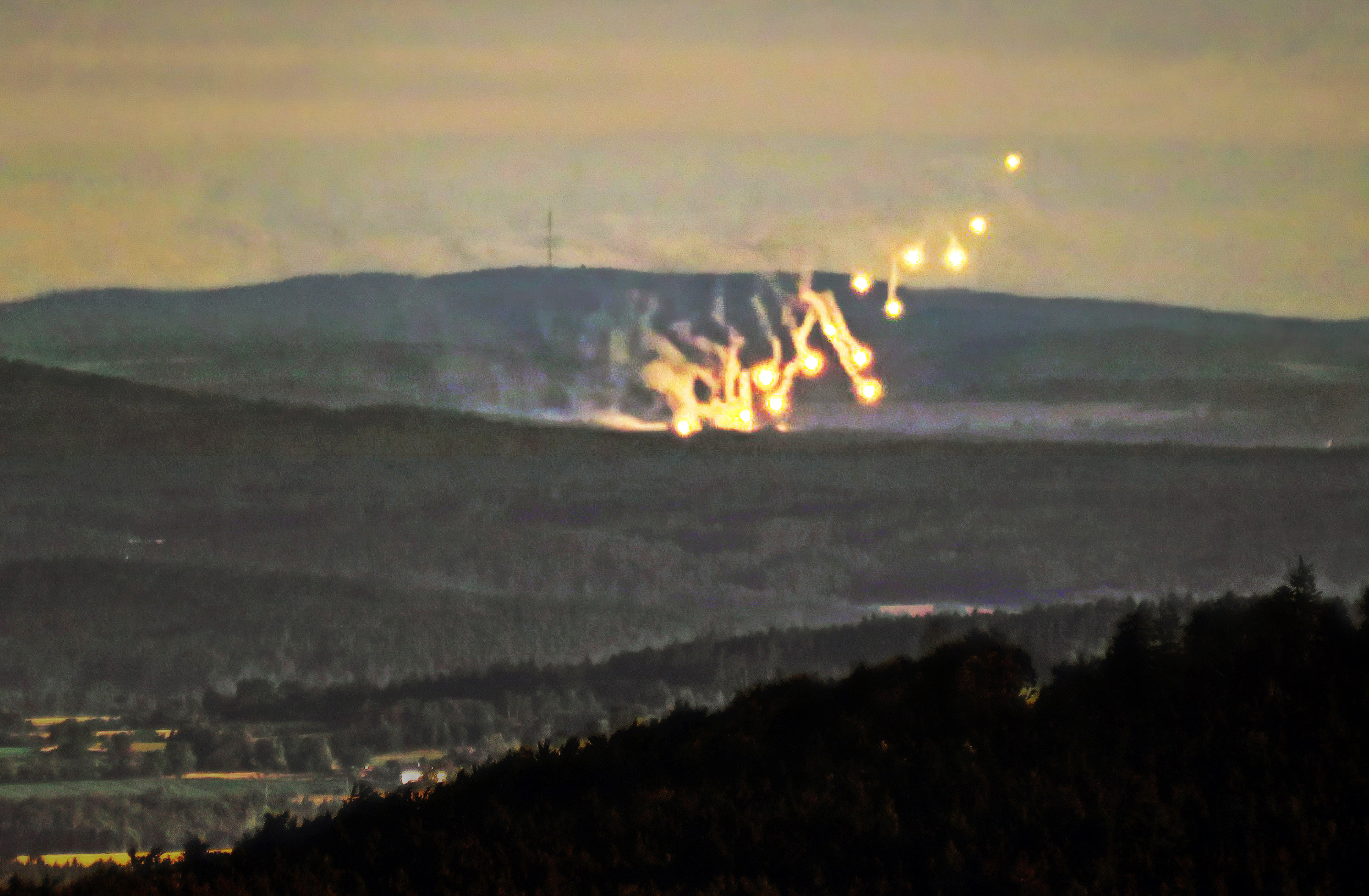
Cvičení v rakouském VVP Allentsteig, v pozadí hora Jauerling

| Rok  | Počet návštěvníků | Mapa návštěv                        |
| ---- | ----------------- | ----------------------------------- |
| 2016 | 11 055            | Javořice – mapa návštěv (2016–2025) |
| 2017 | 10 635            | Javořice – mapa návštěv (2016–2025) |
| 2018 | 10 740            | Javořice – mapa návštěv (2016–2025) |
| 2019 | 10 425            | Javořice – mapa návštěv (2016–2025) |
| 2020 | 11 355            | Javořice – mapa návštěv (2016–2025) |
| 2021 | 11 655            | Javořice – mapa návštěv (2016–2025) |
| 2022 | 9 045             | Javořice – mapa návštěv (2016–2025) |
| 2023 | 9 645             | Javořice – mapa návštěv (2016–2025) |
| 2024 | 9 210             | Javořice – mapa návštěv (2016–2025) |
|      |                   | Javořice – mapa návštěv (2016–2025) |

Poznámky
1. ↑  Minimální odhad; bez účastníků Silvestrovského výstupu.[17]